# 小塩遥菜
小塩 遥菜（おじお はるな、2005年8月3日 - ）は、岐阜県出身の日本の女子卓球選手。Tリーグは日本ペイントマレッツを経てトップおとめピンポンズ名古屋に所属。

## 経歴
小学6年の1年間は実家を離れ、石田卓球クラブ（福岡県中間市）で腕を磨いた。
2018年、全日本卓球選手権大会カデットの部の13歳以下女子シングルスで優勝した。
2019年、世界ジュニア卓球選手権の女子シングルス・女子団体で準優勝した。
妹の小塩悠菜も卓球選手で、石田卓球クラブに所属している。

## 主な戦績
2017年
- 東アジアホープス大会 シングルス優勝
- 平成29年度全日本卓球選手権大会ホープスの部 女子シングルス 優勝

2018年
- 平成30年度全日本卓球選手権大会カデットの部 13歳以下女子シングルス 優勝

2019年
- ITTFジュニアサーキット香港オープン ジュニア女子シングルス 優勝、カデット女子ダブルス 優勝
- 全国中学校卓球大会 女子シングルス 優勝
- アジアジュニア＆カデット卓球選手権大会 女子ジュニアシングルス3位
- 世界ジュニア卓球選手権 女子シングルス 準優勝、女子団体 準優勝

2020年
- 全日本卓球選手権 ジュニア女子シングルス 準優勝

2021年
- 世界ユース卓球選手権 U19女子シングルス 3位、U19女子ダブルス 3位（木原美悠ペア）、U19女子団体 3位

2022年
- WTTフィーダーウェストチェスター大会 シングルス 優勝

## テレビ番組
- ジャンクSPORTS レジェンドからニュースターまで注目の卓球選手が集結（2020年11月22日、フジテレビ）[5]